# اللغة الكنادية
اللغة الكنادية (ಕನ್ನಡ، أصد: ‎[ˈkʌn:əɖa]‏)، هي إحدى اللغات الدرافيدية المنتشرة في الهند، وتنتشر هذه اللغة بالخصوص في ولاية كارناتاكا وهي إحدى اللغات الرسمية فيها بجانب الهندية والإنجليزية.